# Carytown (Misuri)
Carytown es una ciudad ubicada en el condado de Jasper en el estado estadounidense de Misuri. En el Censo de 2010 tenía una población de 271 habitantes y una densidad poblacional de 7,24 personas por km².

## Geografía
Carytown se encuentra ubicada en las coordenadas 37°15′42″N 94°20′4″O / 37.26167, -94.33444. Según la Oficina del Censo de los Estados Unidos, Carytown tiene una superficie total de 37.45 km², de la cual 37.45 km² corresponden a tierra firme y (0%) 0 km² es agua.

## Demografía
Según el censo de 2010, había 271 personas residiendo en Carytown. La densidad de población era de 7,24 hab./km². De los 271 habitantes, Carytown estaba compuesto por el 95.57% blancos, el 0% eran afroamericanos, el 0% eran amerindios, el 0% eran asiáticos, el 0% eran isleños del Pacífico, el 3.69% eran de otras razas y el 0.74% pertenecían a dos o más razas. Del total de la población el 5.54% eran hispanos o latinos de cualquier raza.